# Visualitzador d'imatges
Un visualitzador d'imatges o reproductor d'imatges és un programa d'ordinador que pot mostrar imatges gràfiques emmagatzemades; sovint maneja diversos formats de fitxer gràfics. Aquest programari sol representar la imatge segons les propietats de la pantalla, com ara la profunditat del color, la resolució de visualització i el perfil del color.
Tot i que un pot utilitzar un editor de gràfics de trama amb totes les funcions (com ara Photoshop o GIMP o StylePix) com a visor d'imatges, aquestes tenen moltes funcionalitats d'edició que no són necessàries per visualitzar imatges i, per tant, generalment comencen a poc a poc. A més, la majoria dels teleespectadors tenen funcionalitats que normalment no tenen els editors, com ara passar per totes les imatges d'un directori (possiblement com una presentació de diapositives).
Els visualitzadors d'imatges proporcionen una màxima flexibilitat a l'usuari proporcionant una vista directa de l'estructura del directori disponible en un disc dur. La majoria d'espectadors d'imatges no proporcionen cap tipus d'organització automàtica d'imatges i, per tant, es manté la càrrega de l'usuari per crear i mantenir la seva estructura de carpetes (utilitzant mètodes basats en etiquetes o carpetes). Tanmateix, alguns visualitzadors d'imatges també tenen funcions per organitzar imatges, especialment una base de dades d'imatges i, per tant, també es poden utilitzar com a organitzadors d'imatges.
Alguns visualitzadors d'imatges, com ara Windows Photo Viewer, que venen amb sistemes operatius Windows, canvien una imatge JPEG si es gira, cosa que provoca pèrdua de qualitat d'imatge; uns altres ofereixen una rotació sense pèrdua.

## Característiques
Les característiques típiques dels reproductors d'imatge són:
- Operacions de visualització bàsiques, com ara zoom i rotació
- Pantalla completa
- Presentació de diapositives
- Visualització de miniatures
- Impressió
- Captura de pantalla editor de fotos (si està instal·lat)

Les característiques avançades són:
- Descodifica la propera imatge amb antelació i mantén la imatge decodificada anterior a la memòria per a canvis d'imatge ràpids
- Mostra (i edita) metadata com XMP, Model d'Intercanvi d'Informació d'IPTC i Exif
- Conversió per lots (format d'imatge, dimensions d'imatge, etc.) i canvi de nom
- Crea fulls de contacte
- Crea pàgines de miniatures HTML
- Efectes de transició diferent per presentacions de diapositives

## Visualitzadors d'imatge comuns

### Windows
- Windows Explorer - gestor de fitxers amb funcionalitat bàsica incorporada per a la visualització d'imatges
- Windows Picture i Visor de fax a Windows XP
- ACDSee, FastPictureViewer, FastStone Reproductor d'Imatge, Imagina, IrfanView, Media Pro 1, pViewer, XnView
- Reproductor de fotos del Windows en els models Windows 7–10

### UNIX-like
- Eye of GNOME, feh, Geeqie, Gwenview, GThumb, KuickShow, xloadimage, XnView, xv, fbida, fim[3]

### Mac
- Previsualització (Mac OS X), WidsMob Visualitzador

### Des de la web
- Imajize  Reproductor 360° basat en HTML5
- Galeria AJAX-ZOOM
- NeptuneLabs Reproductor de FSI
- WebRotate 360 WebRotate 360 Reproductor de Producte
- Magic Toolbox Magic 360 Espectador d'Espín
- Magic Toolbox Zoom Magic Zoom Plus Javascript Zoom d'Imatge